# Bruno Mars
Peter Gene Hernández Jr., més conegut pel nom de Bruno Mars (Honolulu, Hawaii, 8 d'octubre de 1985), és un cantant, compositor, productor musical, coreògraf i actor de doblatge estatunidenc. Va començar la seva carrera com a cantant des de ben petit.
Va començar a ser conegut després de fer els cors de les cançons Nothin' on You de B.o.B i Billionaire de Travie McCoy. El 4 d'octubre del 2010, va publicar el seu primer àlbum, Doo-Wops & Hooligans, el qual va ser nominat a sis premis Grammy. Després, el 2012, va publicar un segon àlbum, Unorthodox Jukebox.
Durant la seva carrera artística, Mars ha guanyat onze premis Grammy i ha venut més d'11 milions d'àlbums en tot el món.

## Biografia
Bruno Mars va néixer el 8 d'octubre del 1985 a Honolulu, Hawaii. És fill de Peter Hernandez i de Bernadette "Bernie" San Pedro Bayot. El seu pare era de Brooklyn, Nova York, i la seva mare de les Filipines. A la família són set germans: el seu germà Eric i les seves cinc germanes Jaime, Kailani, Tiara, Tahití i Elvis. El nom de "Bruno" se'l va guanyar quan tenia dos anys, quan son pare li va posar aquest malnom perquè era un nadó grasset i per la seva semblança al lluitador Bruno Sammartino. La seva família li va ensenyar diferents gèneres de música, com per exemple el reggae, el rock, el hip-hop o el R&B.
La seva mare era cantant i ballarina, i el seu pare feia servir el seu talent amb la música per tocar rock and roll. Bruno Mars va començar a actuar als tres anys amb el seu oncle, que era un imitador d'Elvis Presley. Quan tenia quatre anys, Mars va començar a actuar cinc cops per setmana amb la seva família, i gràcies a això va començar a ser conegut a l'illa. Més endavant va començar a tocar la guitarra, després d'inspirar-se en Jimi Hendrix.

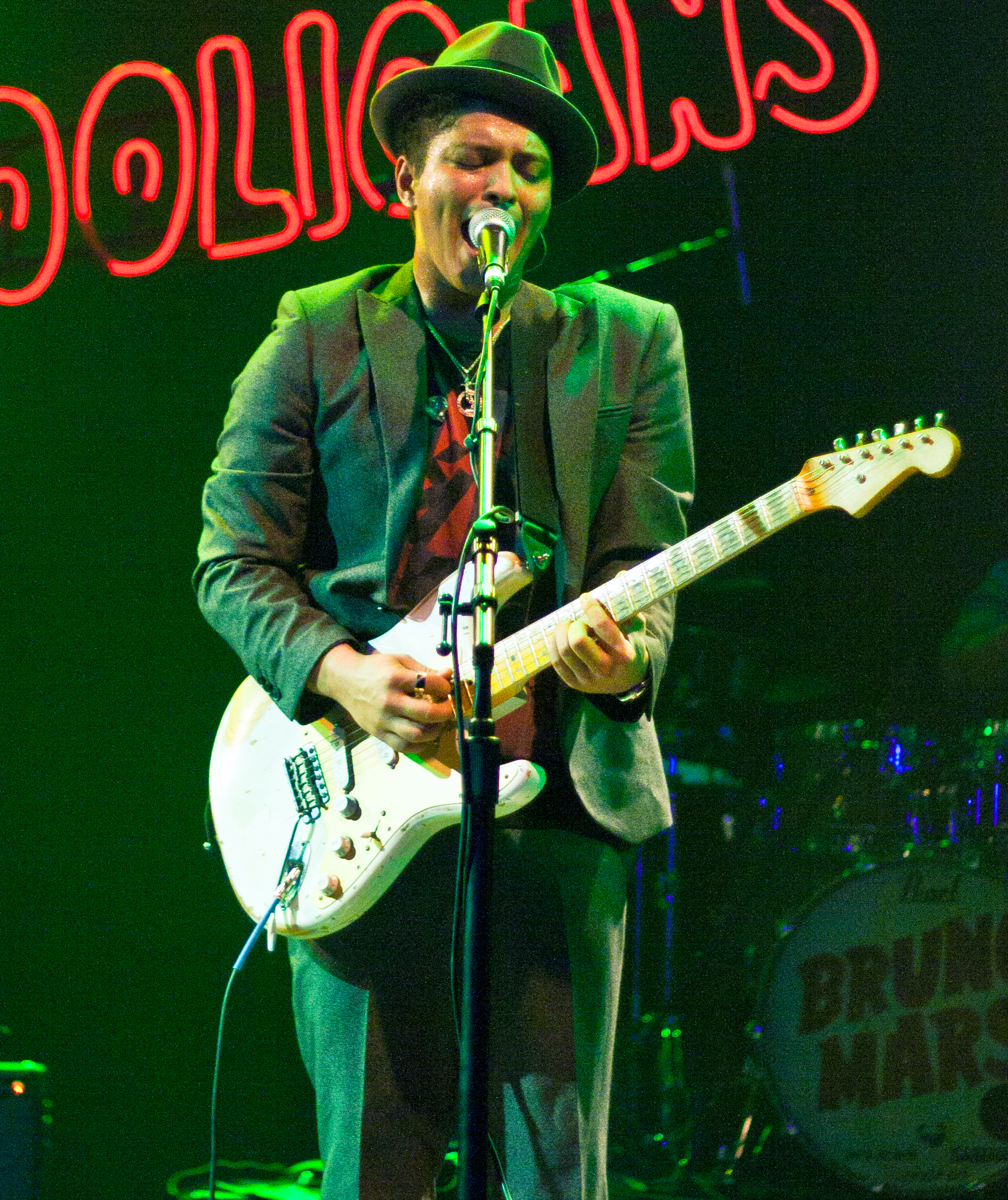
Bruno Mars

La música de Bruno es caracteritza per una àmplia varietat d'estils i el contingut és de diversos gèneres musicals. Quan era nen va rebre influències d'artistes com Elvis Presley o Michael Jackson. Mars també incorpora el reggae en la seva música. Jon Caramanica, de The New York Times, es refereix a Bruno com "un dels artistes més versàtils i accessibles del pop".
Tan aviat com es va graduar en secundària, Mars va deixar Hawaii per anar a Los Angeles amb el somni d'ampliar la seva carrera musical. Aquí és on va signar el seu primer contracte amb la discogràfica Motown Records l'any 2004, i on va conèixer Stevie Lindsey i Cameron Strang, amb els quals va signar un contracte per publicar la seva música.
L'àlbum debut de Mars Doo-Wops & Hooligans va ser llançat en format digital el 4 d'octubre de 2010 i en forma física el 5 d'octubre de 2010. El primer senzill, Just the Way You Are, va aparèixer el 19 de juliol del 2010 i va arribar a la posició número 1 del Billboard Hot 100. El vídeo musical va ser publicat el 8 de setembre de 2010. Dues cançons de l'àlbum, "Liquor Store Blues" amb Damian Marley i "Grenade", van publicar-se a l'iTunes Store com senzills promocionals. La portada de l'àlbum va ser llançada oficialment el 30 d'agost del 2010. Mars va ser teloner de Maroon 5 en el seu Hands All Over Tour, que va començar el 6 d'octubre del 2010.
Mars també va cantar amb Travi McCoy en una gira europea que va començar el 18 d'octubre del mateix any.
El 19 de setembre del 2010, Mars va ser arrestat a Las Vegas per possessió de cocaïna. Quan va parlar amb l'agent de policia que l'interrogava, va dir que havia estat una "bogeria" i que "no havia consumit mai drogues".
El 9 octubre del 2010 va aparèixer al programa Saturday Night Live i hi va presentar les cançons "Just the Way You Are" i un popurri de les cançons "Nothin' on You" i "Grenade".

## Discografia

### Doo-wops & Hooligans
1. Grenade
2. Just The Way You Are
3. Our First Time
4. Runaway Baby
5. The Lazy Song
6. Marry You
7. Talking To The Moon
8. Liquor Store Blues (amb Damian Marley)
9. Count On Me
10. The Other Side (amb Cee Lo Green i B.o.B)

### Unorthodox Jukebox
1. Locked out of heaven
2. Young girls
3. Gorilla
4. When I was your man
5. Natalie
6. Treasure
7. Moonshine
8. Money makes her smile
9. Show me
10. If I knew

### 24K Magic
1. 24K Magic
2. Chunky
3. Perm
4. That's What I Like
5. Versace On The Floor
6. Straight Up & Down
7. Calling All My Lovelies
8. Finesse
9. Too Good To Say Goodbye

An Evening With Silk Sonic

## Filmografia
A la pantalla hi destaquen les seves aparicions en:

### Pel·lícules
| Any  | Pel·lícula                                   | Paper         |
| ---- | -------------------------------------------- | ------------- |
| 1992 | Lluna de mel per a tres (Honeymoon in Vegas) | Elvis petit   |
| 2014 | Rio 2                                        | Roberto (veu) |

### Televisió
| Any  | Sèrie               | Paper                                     | Notes                               |
| ---- | ------------------- | ----------------------------------------- | ----------------------------------- |
| 2010 | Saturday Night Life | Ell mateix (convidat musical)             | Episodi: "Jane Lynch/Bruno Mars"    |
| 2012 | The Cleveland Show  | Ell mateix (veu)                          | Episodi: "Menace II Secret Society" |
| 2012 | Saturday Night Life | Ell mateix (presentador/convidat musical) | Episodi: "Bruno Mars"               |

## Guardons
Premis
- 2018: Grammy al millor àlbum de R&B